# Élections générales honduriennes de 2017
Les élections générales honduriennes de 2017 se déroulent le 26 novembre 2017 au Honduras elles regroupent :
- l'élection présidentielle, pour élire le président de la République du Honduras pour la période 2018-2022 ;
- les élections législatives, pour élire les 128 députés au Congrès ;
- l'élection de 20 députés au Parlement centraméricain ;
- les élections municipales pour renouveler les mandats de 298 maires et 298 vice-maires, ainsi que 2 092 conseillers municipaux[1].

Elles aboutissent à un Parlement sans majorité. Le Parti national (droite) conserve une majorité relative accrue des sièges. Les résultats de l'élection présidentielle donnent Juan Orlando Hernández (Parti national) réélu de justesse face notamment à Salvador Nasralla (alliance du parti Liberté et Refondation, gauche, et du Parti Innovation et Unité, centre-gauche), malgré une large avance de ce dernier lors de l'annonce des résultats provisoires, et après plusieurs jours d'arrêt du dépouillement. Les opposants manifestent, estimant ces résultats frauduleux. Le gouvernement décrète l'état d'urgence, et plusieurs personnes sont tuées lors d'affrontements avec les forces de l'ordre.

## Contexte
Juan Orlando Hernández remporte le 12 mars 2017 la primaire du Parti national et devient le premier président sortant de l'histoire du Honduras à se représenter à sa propre réélection, la constitution interdisant jusqu'alors cette pratique. L’article de la Constitution qui interdisait un second mandat a été invalidé par le Tribunal suprême, formé de juges nommés par le président.
Depuis le coup d’État de 2009, le Honduras présente le taux le plus élevé d'assassinats politiques dans le monde, par rapport à sa population. Les écologistes et syndicalistes sont les plus ciblés par ces assassinats, alors que l'impunité des crimes sociaux et politiques avoisine les 95 %.

## Modes de scrutin
Le droit de vote s'acquiert à 21 ans. Il est obligatoire, mais en pratique les abstentionnistes ne s'exposent à aucune sanction.

### Présidentielle

Carte des résultats par municipalité.

Le président de la République du Honduras est élu pour quatre ans au scrutin uninominal majoritaire à un tour.

### Législatives
Le Honduras est doté d'un Parlement monocaméral, le Congrès national, composé de 128 sièges et dont les députés sont élus pour quatre ans au scrutin proportionnel plurinominal dans dix-huit circonscriptions correspondants aux dix-huit départements du Honduras. Le nombre de sièges par circonscription varie en fonction de leur population. La répartition des sièges se fait selon le quotient de Hare et au plus fort reste.

## Campagne et forces en présence
Trois candidatures seraient, selon les sondages, en mesure de l'emporter :
- Juan Orlando Hernández, président de la République sortant, candidat du Parti national ;
- Salvador Nasralla, candidat de l'Alliance de l'opposition contre la dictature qui rassemble les partis de gauche ;
- Luis Zelaya (es), candidat de l’opposition de droite, qui accuse Juan Orlando Hernández de dérive autoritaire[2].

La campagne électorale de Juan Orlando Hernández a été notamment alimentée par des détournements de fonds publics effectués par le réseau Pandora.

## Résultats

Carte des résultats par département.

### Présidentielle
| Candidats                | Candidats                | Partis                                     | Voix      | %     |
| ------------------------ | ------------------------ | ------------------------------------------ | --------- | ----- |
|                          | Juan Orlando Hernández   | Parti national (PN)                        | 1 412 055 | 42,98 |
|                          | Salvador Nasralla        | Liberté et Refondation (Libre)             | 1 359 578 | 41,38 |
|                          | Salvador Nasralla        | Parti de l'innovation et de l'unité (PINU) | 1 359 578 | 41,38 |
|                          | Luis Zelaya              | Parti libéral (PL)                         | 484 031   | 14,73 |
|                          | Romeo Velásquez          | Alliance patriotique hondurienne (APH)     | 6 764     | 0,21  |
|                          | Marlene Alvarenga        | Parti anti corruption (PAC)                | 6 091     | 0,19  |
|                          | Lucas Aguilera           | Parti démocrate-chrétien (PDC)             | 5 937     | 0,18  |
|                          | Alfonso Narváez          | Parti de l'unification démocratique (UD)   | 4 668     | 0,14  |
|                          | Isaías Aguilar           | Front large                                | 3 160     | 0,10  |
|                          | Eliseo Reyes             | Parti du mouvement solidaire               | 2 966     | 0,09  |
|                          |                          |                                            |           |       |
| Votes valides            | Votes valides            | Votes valides                              | 3 285 250 | 94,45 |
| Votes blancs et nuls     | Votes blancs et nuls     | Votes blancs et nuls                       | 193 008   | 5,55  |
| Total                    | Total                    | Total                                      | 3 478 258 | 100   |
| Abstention               | Abstention               | Abstention                                 | 2 568 615 | 42,48 |
| Inscrits / participation | Inscrits / participation | Inscrits / participation                   | 6 046 873 | 57,52 |

### Législatives
| Partis                    | Partis                                     | Voix      | %   | Sièges | +/-           |
| ------------------------- | ------------------------------------------ | --------- | --- | ------ | ------------- |
|                           | Parti national (PN)                        |           |     | 61     | 12            |
|                           | Liberté et Refondation (Libre)             |           |     | 30     | 7             |
|                           | Parti libéral (PL)                         |           |     | 26     | 1             |
|                           | Parti de l'innovation et de l'unité (PINU) |           |     | 4      | 3             |
|                           | Alliance patriotique hondurienne (APH)     |           |     | 4      | 4             |
|                           | Parti de l'unification démocratique (UD)   |           |     | 1      | en stagnation |
|                           | Parti démocrate-chrétien (DC)              |           |     | 1      | en stagnation |
|                           | Parti anti-corruption (PAC)                |           |     | 1      | 12            |
|                           | Front large                                |           |     | 0      | Nv            |
|                           |                                            |           |     |        |               |
| Votes valides             |                                            |           |     |        |               |
| Votes blancs et invalides |                                            |           |     |        |               |
| Total                     | Total                                      |           | 100 | 128    | en stagnation |
| Abstentions               |                                            |           |     |        |               |
| Inscrits / participation  | Inscrits / participation                   | 6 046 873 |     |        |               |

## Contestation des résultats

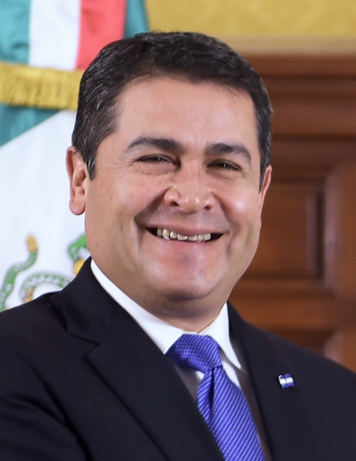
Portrait de Juan Orlando Hernandez-Enrique Peña en 2015

Plus d'une trentaine de manifestants contre la « fraude électorale » sont tués dans des altercations avec la police militaire. Le gouvernement décrète l'état d'urgence et des centaines de manifestants sont arrêtés. D'après l'ONU et la Commission interaméricaine des droits de l'homme, « beaucoup d'entre eux ont été transférés dans des installations militaires, où ils ont été brutalement battus, insultés et parfois torturés ».
Pour Salvador Nasralla, « Ce que nous constatons, c'est qu'effectivement, il y a bien eu une manipulation non seulement des bulletins de vote physiques mais aussi électroniques. Les chiffres de l'élection ont été truqués ». Luis Zelaya, le candidat du Parti libéral, considère que Salvador Nasralla a été élu président et appelle le gouvernement à respecter le résultat des élections. Le secrétaire du Conseil des ministres, Ebal Díaz, accuse les manifestations d’être financées, « écoutez-moi bien, avec des fonds de provenance douteuse (…) Les enquêtes récentes nous indiquent qu’ils peuvent provenir du Venezuela ou d’organisations comme les FARC, qui ont déjà exprimé leur appui à ces activités violentes de désordre et d’anarchie ».
L'Organisation des États américains, qui avait été choisie par les autorités honduriennes pour constituer une mission d'observateurs électoraux, se prononce pour l'organisation de nouvelles élections. Les États-Unis félicitent le président Juan Orlando Hernández pour sa « victoire ».
Hernández est investi le 27 janvier 2018.